# Thargelia
Thargelia is een geslacht van vlinders van de familie Uilen (Noctuidae), uit de onderfamilie Hadeninae.

## Soorten
- T. distincta Christoph, 1884
- T. fissilis Christoph, 1884
- T. gigantea Rebel, 1909
- T. haloxyleti Ronkay & Varga
- T. ochrea Warren, 1910
- T. sitiens Püngeler, 1914
- T. spinipes Sukhareva, 1970
- T. tranquilla Sukhareva, 1970